# Praga BH-44
Les Praga BH-44 et Praga E-45 sont des avions monoplaces de chasse tchécoslovaques de l'entre-deux-guerres présentés par le groupe ČKD-Praga pour rivaliser avec l'Avia B.534.

## Le concours militaire
En 1931, le ministère de la Défense de Première république tchécoslovaque lança un concours visant au remplacement des chasseurs Avia BH-33 en première ligne. Arrivés depuis peu chez ČKD-Praga, les ingénieurs Pavel Beneš et Miroslav Hajn ne pouvaient ignorer ce programme. Ils dessinèrent donc un biplan à ailes égales décalées de construction mixte. La voilure, dont les extrémités affectaient une forme elliptique, était réalisée en bois, seul le plan inférieur comportant des ailerons était métalliques. Le fuselage était construit en tubes d’acier soudés. L’ensemble recevait un revêtement entoilé et reposait sur un train classique fixe dont les jambes en porte-à-faux étaient terminées par des roues carénées. Deux mitrailleuses synchronisées de capot étaient prévues.

## Praga BH-44
Le premier prototype prit l’air le 19 juillet 1932 avec un moteur 12 cylindres refroidis par eau ESVK devant développer 750 ch monté dans un capot circulaire avec un radiateur frontal. En réalité, il ne pouvait fournir que 500 ch. Un second prototype débuta ses essais en avril 1934 avec un moteur ESVK à compresseur développant cette fois 650 ch. Les performances du monoplace restant décevantes, on envisagea diverses remotorisations. Finalement, le premier prototype reçut un Rolls-Royce Kestrel VII de 650 ch dont ČKD-Praga négociait la licence. Il prit l’air le 30 octobre 1934 sous la désignation E-44. Les initiales 'BH' disparurent quand Pavel Beneš et Miroslav Hajn quittèrent ČKD-Praga. Mais le moteur s’accommodait mal du curieux mélange BiBoLi dont l’aviation militaire tchécoslovaque faisait usage comme carburant. L’Avia B-34 fut déclaré vainqueur du concours. 

### Praga BH-144
Désignation parfois attribuée au second prototype BH-44. 

### Praga BH-244
Projet de remotorisation avec un Gnome & Rhône Mistral 14K.

### Praga BH-344
Projet de remotorisation avec un Hispano-Suiza 12Ybrs.

## Praga E-45
Pour tenter de rivaliser avec l’Avia B.534 Pavel Beneš et Miroslav Hajn entreprirent de redessiner le BH-44 : plans réduits et plus effilés, empennage redessiné, nettoyage aérodynamique du fuselage... Jaroslav Šlechta, qui les remplaça en 1934 à la tête du bureau d’études, acheva le travail et remplaça le moteur prévu, un Hispano-Suiza 12Ydrs construit sous licence par Avia, par un Rolls-Royce Kestrel VI de 710 ch devant être produit sous licence par ČKD-Praga. Le prototype effectua son premier vol le 8 octobre 1934 aux mains du pilote d’usine Smetana et se révéla un chasseur très maniable, stable et facile à piloter. Mais il arrivait trop tard : début juillet 1934 le Ministère de la Défense tchécoslovaque avait commandé une première série de 34 Avia B-534, dont les performances étaient sensiblement identiques. Inutilisé, le prototype fut acheté en avril 1938 par le Ministère des Travaux Publics et porté sur le registre civil (OK-ERR) le 13 mai 1938. On en perd ensuite la trace.   

### Praga E-451
Projet non mené à terme par Jaroslav Šlechta d'une version dotée d’un poste de pilotage fermé.  

## Sources
1. 1 2 3  Green/Swanborough
2. 1 2 3 4 5 6  V. Nemeček